# Stefan Rucker
Pour les articles homonymes, voir Rucker.
Stefan Rucker (né le 20 janvier 1980 à Knittelfeld) est un ancien coureur cycliste autrichien, devenu directeur sportif.

## Biographie
En 2001, Stefan Rucker participe aux championnats du monde à Lisbonne au Portugal. Il y prend la 39e place de la course en ligne des moins de 23 ans.
Il devient professionnel en 2002 dans l'équipe Elk Haus Sportunion Schrems.

## Palmarès
- 2001[2]
  - 2e du championnat d'Autriche sur route espoirs
- 2002
  - Kirschblütenrennen
  - 2e du Grand Prix de Francfort espoirs
  - 3e du Tour du Burgenland
- 2003
  - 3e du Tour du Burgenland
- 2004
  - 3e du Raiffeisen Grand Prix
- 2005
  - 2e du championnat d'Autriche de la montagne
- 2008
  - 5e étape du Tour ivoirien de la Paix
  - 3e du championnat d'Autriche sur route
- 2010
  -  Champion d'Autriche de la montagne
- 2012
  - Kirschblütenrennen
  - 1re étape du Tour de Szeklerland (contre-la-montre par équipes)

## Classements mondiaux
| Année           | 2005 | 2006 | 2007 | 2008 | 2009 | 2010 | 2011 | 2012  |
| --------------- | ---- | ---- | ---- | ---- | ---- | ---- | ---- | ----- |
| UCI Africa Tour |      |      |      | 74e  |      |      |      |       |
| UCI Europe Tour | 579e |      |      | 636e | 967e |      | 775e | 1187e |